# 坦佩雷战斧

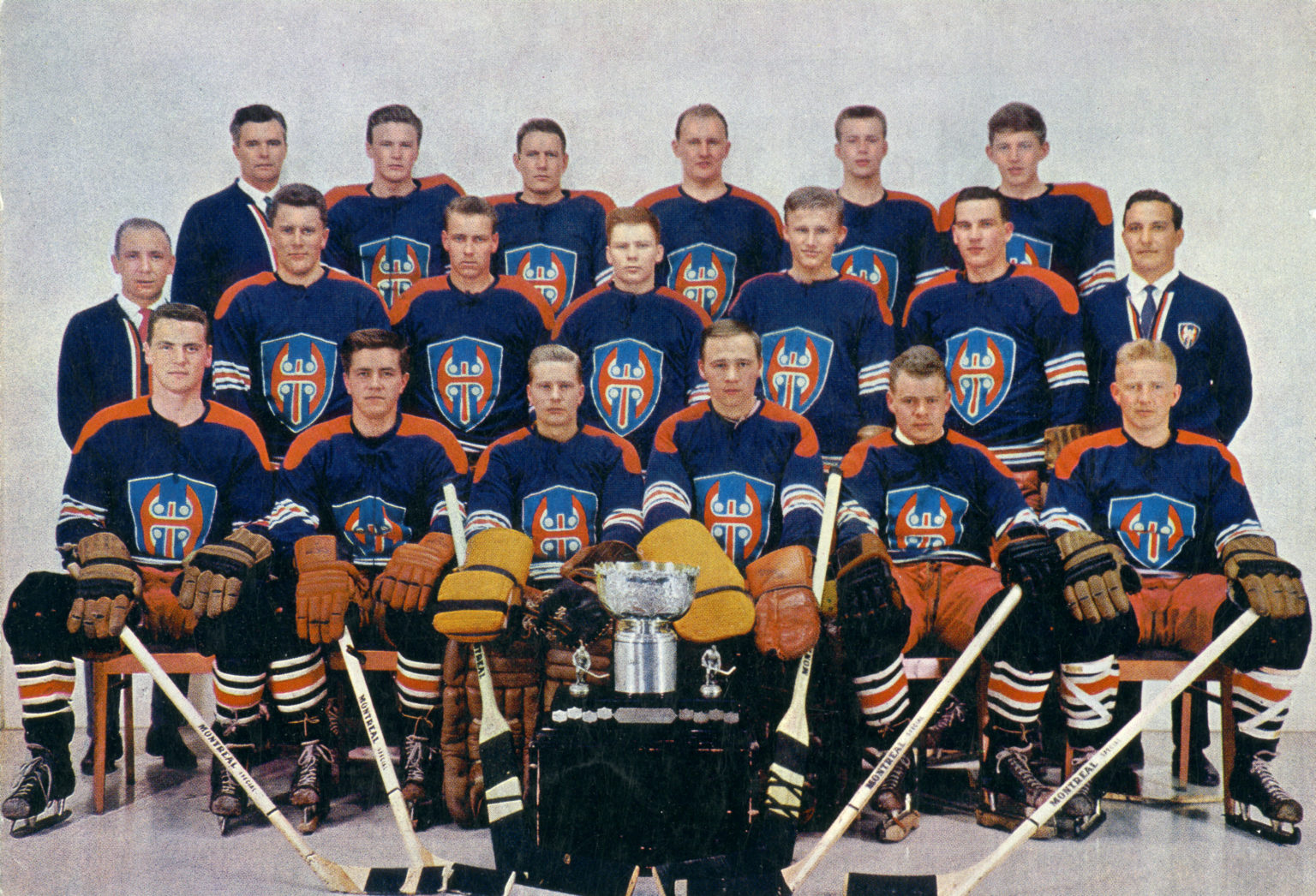
1961年时的夺冠队员

战斧（芬蘭語：Tappara），是一支芬兰职业冰球队，参加芬兰冰球联赛。其主场在坦佩雷的诺基亚竞技场。该队共赢得过14次芬兰冰球联赛冠军。其前身球队TBK在1953至1955年间连续三年获得了全国冠军。